# Comté de Dewey (Dakota du Sud)
Pour les articles homonymes, voir Comté de Dewey.
Le comté de Dewey est un comté situé dans l'État du Dakota du Sud aux États-Unis. Le siège du comté est Timber Lake. Selon le recensement de 2010, sa population est de 5 301 habitants (elle est estimée à 6 112 en 2006).

## Histoire
Le comté a été créé en 1883 et doit son nom à William P. Dewey, surveillant-général du territoire de 1873 à 1877.

## Géographie

### Comtés adjacents
- Comté de Corson (nord)
- Comté de Walworth (nord-est)
- Comté de Potter (est)
- Comté de Sully (sud-est)
- Comté de Stanley (sud)
- Comté de Ziebach (ouest)

### Villes du comté
- Cities :
  - Eagle Butte
  - Timber Lake

- Town :
  - Isabel

- Census-designated places :
  - Green Grass
  - La Plant
  - North Eagle Butte
  - Whitehorse

## Démographie
| Groupe                           | Comté de Dewey | Dakota du Sud | États-Unis |
| -------------------------------- | -------------- | ------------- | ---------- |
| Amérindiens                      | 74,9           | 8,8           | 0,9        |
| Blancs                           | 21,0           | 85,9          | 72,4       |
| Métis                            | 3,6            | 2,1           | 2,9        |
| Asiatiques                       | 0,2            | 0,9           | 4,8        |
| Afro-Américains                  | 0,1            | 1,2           | 12,6       |
| Autres                           | 0,2            | 1,0           | 6,4        |
| Total                            | 100            | 100           | 100        |
|                                  |                |               |            |
| Hispaniques et Latino-Américains | 1,8            | 2,7           | 16,7       |

Selon l'American Community Survey, en 2010, 85,09 % de la population âgée de plus de 5 ans déclare parler l'anglais à la maison, 14,65 % déclare parler dakota et 0,26 % une autre langue.
| 1910  | 1920  | 1930  | 1940  | 1950  | 1960  |
| ----- | ----- | ----- | ----- | ----- | ----- |
| 1 145 | 4 802 | 6 476 | 5 709 | 4 916 | 5 257 |

| 1970  | 1980  | 1990  | 2000  | 2010  | - |
| ----- | ----- | ----- | ----- | ----- | - |
| 5 170 | 5 366 | 5 523 | 5 972 | 5 301 | - |